# Yannick Touré
Fodé Yannick Touré (* 29. September 2000 in Dakar) ist ein schweizerisch-senegalesischer Fussballspieler.

## Karriere

### Verein
Touré begann seine Laufbahn beim SC Burgdorf, bevor er 2011 in die Jugend des BSC Young Boys wechselte. Im Frühling 2017 wurde er in das Kader der zweiten Mannschaft befördert, für die er bis Saisonende zu sieben Einsätzen in der viertklassigen 1. Liga kam und dabei ein Tor schoss. In der folgenden Spielzeit bestritt der Stürmer ebenfalls sieben Ligapartien für die Reserve, in denen er sechsmal traf. Im Sommer 2018 wechselte er nach England zur U-23-Mannschaft von Newcastle United. In seiner ersten Saison bei den Briten absolvierte er elf Spiele in der englischen Reserveliga, der Premier League 2, und erzielte dabei drei Treffer. In der folgenden Spielzeit 2019/20 kam er zu 13 Ligaeinsätzen für die Reserve, wobei er dreimal traf, ehe die Saison COVID-bedingt abgebrochen wurde. 2020/21 wurde er zwölfmal für die U-23 in der Premier League 2 eingesetzt und schoss dabei drei Tore. Nachdem sein Vertrag bei Newcastle nicht mehr verlängert worden war, kehrte er im Sommer 2021 mit einem Vertrag über drei Jahre bis im Sommer 2024 zum BSC Young Boys zurück. Am 19. Dezember 2021 gab er beim 5:0-Sieg gegen den FC Lugano sein Debüt in der Super League, als er in der 77. Minute für Jordan Siebatcheu eingewechselt wurde. Im Januar 2022 wurde Touré für den Rest der Saison an den FC Wil ausgeliehen. Bei seinem Debüt in Wil schoss er sieben Minuten nach seiner Einwechslung das 4:3 zur zwischenzeitlichen Führung beim 4:4-Unentschieden gegen Vaduz. Mitte 2022 folgte ein weiterer Wechsel auf Leihbasis zum FC Thun, wo er bis zum Jahresende blieb. Danach kehrte er zum BSC Young Boys zurück, war aber bis dessen vorzeitigem Gewinn der Schweizer Meisterschaft nicht im Aufgebot.
Im Juli 2023 wechselte er zum FC Aarau.

### Nationalmannschaft
Touré spielte zwischen 2014 und 2015 insgesamt zweimal für die Schweizer U-15-Auswahl und schoss dabei zwei Tore. Im Mai 2017 wurde er einmal in der U-17-Nationalmannschaft eingesetzt, für die er ebenfalls zweimal traf. Im Juni 2019 kam er zu einem Einsatz für das U-20-Team.